# Attaque de la prison de Jalalabad
L'attaque de la prison de Jalalabad est une attaque survenue le 2 août 2020 dans la ville de Jalalabad, dans la province de Nangarhar, en Afghanistan. L'assaut, revendiqué par l'État islamique au Khorassan avait pour but la libération des djihadistes incarcérés dans cette prison.

## Contexte
En avril 2020, le chef de l'État islamique en Afghanistan, Aslam Farooqi, est arrêté par les forces de sécurité afghanes (avant d'être libéré en 2021). En parallèle à cette arrestation très médiatisée, les talibans, l'armée afghane supplée par les forces américaines sont à l'offensive depuis 2019 contre le groupe qui contrôle de larges pans de territoire dans les provinces de Nangarhar et Kunar .
Quelques mois auparavant, le défunt chef de l'État islamique, Abou Bakr al-Baghdadi tombe au combat lors d'une opération américaine dans la province d'Idlib en Syrie. Le successeur du groupe, Abou Ibrahim al-Hachimi al-Qourachi est nommé par la choura de l'État islamique comme l'Émir des croyants (Émir Al-Muminin). Le nouveau porte-parole de l'EI, Abu Hamza al-Qurashi, déclare dans un message audio que le nouveau calife donne l'ordre à toutes les wilayats de "briser les murs" des prisons et de libérer tout musulman des prisons des "infidèles" ,
C'est dans ce contexte qu'est élu à la tête de l'ISKP, le docteur Shehab Al-Muhajir. Son identité reste très floue, selon des sources il serait de nationalité irakienne et aurait été un ancien commandant d'Al-Qaida avant de prêter allégeance à Abou Bakr al-Baghdadi .
Selon un porte-parole de l'ISKP, l'ingénieur Aziz Azzam, l'attaque de la prison a été orchestrée et planifiée directement par Shehab Al-Muhajir. Cela correspond à une affirmation d'un certain Yusuf Al-Muhajir, pour qui, selon lui, le docteur Al-Muhajir aurait un long passé dans la planification d'attaques complexes à Nangarhar et Kaboul . Peu de temps avant l'attaque, un livre sera publié par Shebab Al-Muhajir, où il a promis à ses partisans emprisonnés qu'ils (l'ISKP) ne resteront pas les bras croisés et que leur libération incombe à l'ISKP .

## Déroulement
En négociation depuis plusieurs mois, les forces américaines et l'émirat islamique d'Afghanistan s'entendent pour la première fois sur un cessez-le-feu d'une période de trois jours à l'occasion de l'Aïd El-Kebir. La trêve est plutôt bien respectée par les deux camps mais le 2 août 2020, une énorme explosion vient troubler le calme relatif à Jalalabad .
Une voiture piégée vient d'exploser à l'entrée de la prison de Jalalabad, directement, une dizaine de militants de l'État islamique s'engouffrent dans l'enceinte de la prison, abattant les gardes. Pendant ce temps, d'autres djihadistes installés dans les marchés aux alentours tirent au lance-roquette sur la prison. Parallèlement, plusieurs autres cellules terroristes bombardent la prison à l'aide de mortiers. Les tirs étaient très précis, preuve que les tireurs étaient en relation avec d'autres militants qui orientaient les tirs .
Les djihadistes s'emparent très rapidement de la prison et libèrent la quasi-totalité des détenus, principalement des terroristes liés aux talibans et à l'ISKP. Des détenus de droits commun sont également libérés .
Les cellules à l'extérieur de la prison, notamment les tireurs au mortier, s'exfiltrent dans la nature. La réponse du gouvernement est très tardive, et les assaillants organisent la défense de la prison, pendant que d'autres cellules organisent la fuite des militants de l'ISKP .
Les forces de sécurité afghanes sont très lentes à boucler et organiser le siège de la prison. Les renforts sont notamment ciblés par des engins explosifs improvisés. Les combats sont d'une grande intensité. Il aura fallu plus de 20 heures pour que l'armée afghane reprenne la prison. Les dix assaillants seront neutralisés, mais la prison est vidée de la quasi-totalité de ses détenus. Seuls quelques-uns resteront .

## Chasse à l'homme
Plus de 1793 personnes, en majorité des talibans, des membres de l'État islamique au Khorassan, et des criminels étaient détenus dans cette prison. La majorité des évadés n'étaient pas courant de l'attaque, et n'avaient pas de contact à l'extérieur ,.
Les djihadistes, lors de l'attaque, font deux brèches dans les murs de la prison, permettant aux prisonniers de fuir. Selon le gouvernement afghan, plus de 400 auraient été rattrapés dès le lendemain, mais ces chiffres sont sujets à caution ,.
Au bout de quelques jours, plus de 1000 prisonniers sont rattrapés par le gouvernement, mais plus de 300 prisonniers, presque tous des membres de l'État islamique, sont toujours dans la nature. Les djihadistes ont sûrement été exfiltrés par des cellules dormantes pour fuir la ville et les mettre en lieu sûr. Cela explique pourquoi ils n'ont pas été rattrapés contrairement aux autres détenus ,,.